# Campo Número Tres B
Campo Número Tres B är en ort i Mexiko.   Den ligger i kommunen Cuauhtémoc och delstaten Chihuahua, i den nordvästra delen av landet, 1 300 km nordväst om huvudstaden Mexico City. Campo Número Tres B ligger 2 039 meter över havet och antalet invånare är 297.
Terrängen runt Campo Número Tres B är huvudsakligen platt, men västerut är den kuperad. Runt Campo Número Tres B är det ganska glesbefolkat, med 43 invånare per kvadratkilometer. Närmaste större samhälle är Cuauhtémoc, 13,3 km sydost om Campo Número Tres B. Trakten runt Campo Número Tres B består till största delen av jordbruksmark.